# Batalha
Batalha je portugalski grad smješten u Distriktu Leiria, podregiji Pinhal Litoral, regiji Centro. U njemu živi 7.500 stanovnika.
Predstavlja sjedište istoimene općine s površinom 103,56 km² i 15.002 stanovnika (2001), a koja je podijeljena u 4 župe (freguesias). Općina na sjeveru i zapadu graniči s općinom Leiria, na istoku s općinom Vila Nova de Ourém, na jugoistoku s općinom Alcanena i na jugozapadu s općinom Porto de Mós.
Grad je osnovao kralj D. João I od Portugala, zajedno sa samostanom Santa Maria da Vitória na Batalha, kako bi odao počast portugalskoj pobjedi u bitci kod Aljubarrote (14. kolovoza 1385.).
Iz ovog grada potiče portugalski sociolog Moisés Espírito Santo.

## Župe
Župe Batalhe su:
- Batalha
- Golpilheira
- Reguengo do Fetal
- São Mamede

## Vanjske poveznice
- Photos from Batalha
- Adrian Fletcher's Paradoxplace Batalha Pages (photos)